# Les meurt-de-faim
Les meurt-de-faim è un cortometraggio del 1906.

## Trama
In una famiglia di lavoratori abbastanza benestanti accadono dei fatti di grave sventura. Il padre si uccide buttandosi giù da un tetto, La ragazza, impiegata in un grande laboratorio di cucito è ossessionata dalle proposte disoneste del suo titolare. Presa dalla morsa delle disperazione corre a casa sua e trova la madre morta. Tenta il suicidio accendendo una stufa di carbone; i vicini attirati dal cattivo odore, provano a salvarla ma non ci riescono è troppo tardi e la ragazza muore.

## Fonti[1]
- Henri Bousquet: Soggetto nel Supplemento di febbraio 1906
- Susan Dalton: Pathé Films. New York: Pathé Cinematograph Co., aprile 1906, p. 023
- Catalogo, Pathé Brothers Films, Barcellona, 1907, p 114
- Fratelli Pathé: I film di Produzione Pathé (1896-1914), volume 1, p 162
- Film dei fratelli Pathé. Parigi: Pathé, 1907, p 192-193

## Proiezioni[1]
- The Universal Cinematograph, Marsiglia, 21.9.1906